# Isuzu Bellel
Der Isuzu Bellel war ein von 1962 bis 1967 hergestelltes Mittelklasse-Modell des japanischen Automobilherstellers Isuzu.
In Ergänzung zum ursprünglichen Typenprogramm auf Basis des Hillman Minx entwickelte Isuzu als erstes eigenes Modell die Mittelklasselimousine Bellel und stellte sie 1961 vor. Zunächst gab es nur eine viertürige Limousine mit Zweiliter-Ottomotor in Standard und Deluxe-Ausführung, später noch eine 1,5-Liter-Variante, eine Version mit Zweiliter-Dieselmotor und einen Bellel Express genannten Kombi, ebenfalls mit Dieselmotor. 1962 wurde die Frontpartie überarbeitet, 1965 gab es eine weitere Modellpflege.
In knapp 6 Jahren entstanden insgesamt rund 37.000 Exemplare, das Nachfolgemodell war der Isuzu Florian.
| Isuzu Bellel:                    | 1500                                                                    | 2000                                                                    | Diesel                                                                  | Express                                                                 |
| -------------------------------- | ----------------------------------------------------------------------- | ----------------------------------------------------------------------- | ----------------------------------------------------------------------- | ----------------------------------------------------------------------- |
| Motor:                           | 4-Zylinder-Reihenmotor (Viertakt)                                       | 4-Zylinder-Reihenmotor (Viertakt)                                       | 4-Zylinder-Reihenmotor (Viertakt)                                       | 4-Zylinder-Reihenmotor (Viertakt)                                       |
| Hubraum:                         | 1491 cm³                                                                | 1991 cm³                                                                | 1991 cm³                                                                | 1991 cm³                                                                |
| Bohrung × Hub:                   | 78 × 78 mm                                                              | 83 × 92 mm                                                              | 83 × 92 mm                                                              | 83 × 92 mm                                                              |
| Leistung bei 1/min:              | 53 kW (73 SAE-PS) bei 5000                                              | 63 kW (86 SAE-PS) bei 4600                                              | 41 kW (56 SAE-PS) bei 3800                                              | 41 kW (56 SAE-PS) bei 3800                                              |
| Max. Drehmoment bei 1/min:       | 112 Nm bei 2400                                                         | 150 Nm bei 1800                                                         | 121 Nm bei 2200                                                         | 121 Nm bei 2200                                                         |
| Verdichtung:                     | 8,3:1                                                                   | 8,0:1                                                                   | 21,0:1                                                                  | 21,0:1                                                                  |
| Gemischaufbereitung:             | 1 Fallstrom-Doppelvergaser                                              | 1 Fallstrom-Doppelvergaser                                              | Diesel-Einspritzpumpe                                                   | Diesel-Einspritzpumpe                                                   |
| Ventilsteuerung:                 | Hängende Ventile, Kipphebel, seitliche Nockenwelle                      | Hängende Ventile, Kipphebel, seitliche Nockenwelle                      | Hängende Ventile, Kipphebel, seitliche Nockenwelle                      | Hängende Ventile, Kipphebel, seitliche Nockenwelle                      |
| Kühlung:                         | Wasserkühlung                                                           | Wasserkühlung                                                           | Wasserkühlung                                                           | Wasserkühlung                                                           |
| Getriebe:                        | teilsynchronisiertes 4-Gang-Getriebe, Lenkradschaltung Hinterradantrieb | teilsynchronisiertes 4-Gang-Getriebe, Lenkradschaltung Hinterradantrieb | teilsynchronisiertes 4-Gang-Getriebe, Lenkradschaltung Hinterradantrieb | teilsynchronisiertes 4-Gang-Getriebe, Lenkradschaltung Hinterradantrieb |
| Radaufhängung vorn:              | je zwei ungleich lange Querlenker, Schraubenfedern                      | je zwei ungleich lange Querlenker, Schraubenfedern                      | je zwei ungleich lange Querlenker, Schraubenfedern                      | je zwei ungleich lange Querlenker, Schraubenfedern                      |
| Radaufhängung hinten:            | Starrachse, halbelliptische Blattfedern                                 | Starrachse, halbelliptische Blattfedern                                 | Starrachse, halbelliptische Blattfedern                                 | Starrachse, halbelliptische Blattfedern                                 |
| Bremsen:                         | Trommelbremsen rundum                                                   | Trommelbremsen rundum                                                   | Trommelbremsen rundum                                                   | Trommelbremsen rundum                                                   |
| Lenkung:                         | Kugelumlauflenkung                                                      | Kugelumlauflenkung                                                      | Kugelumlauflenkung                                                      | Kugelumlauflenkung                                                      |
| Karosserie:                      | Stahlblech, selbsttragend                                               | Stahlblech, selbsttragend                                               | Stahlblech, selbsttragend                                               | Stahlblech, selbsttragend                                               |
| Spurweite vorn/hinten:           | 1340/1360 mm                                                            | 1340/1360 mm                                                            | 1340/1360 mm                                                            | 1340/1360 mm                                                            |
| Radstand:                        | 2530 mm                                                                 | 2530 mm                                                                 | 2530 mm                                                                 | 2530 mm                                                                 |
| Abmessungen:                     | 4485 × 1690 × 1490–1500 mm                                              | 4485 × 1690 × 1490–1500 mm                                              | 4485 × 1690 × 1490–1500 mm                                              | 4440 × 1690 × 1540 mm                                                   |
| Leergewicht:                     | 1170 kg                                                                 | 1190–1220 kg                                                            | 1230                                                                    | 1330 kg                                                                 |
| Höchstgeschwindigkeit:           | 132 km/h                                                                | 136 km/h                                                                | 106 km/h                                                                | 95 km/h                                                                 |
| 0–100 km/h:                      | n.a.                                                                    | n.a.                                                                    | n.a.                                                                    | n.a.                                                                    |
| Verbrauch (Liter/100 Kilometer): | ca. 9,5 N                                                               | ca. 10,0 N                                                              | ca. 8,0 D                                                               | ca. 8,0 D                                                               |